# Cerkiew św. Jana Chrzciciela w Tyrawie Solnej
Cerkiew św. Jana Chrzciciela w Tyrawie Solnej – drewniana parafialna cerkiew greckokatolicka, znajdująca się w Tyrawie Solnej.  Od 1946 obiekt użytkowany jest przez kościół rzymskokatolicki.

## Historia
Cerkiew została wzniesiona w 1837 z fundacji ówczesnego parocha tyrawskiego Piotra Melnickiego, w miejscu starszej, drewnianej cerkwi. Była remontowana w 1893 i 1927. Cerkiew prezentuje typ budownictwa ludowego w duchu klasycystycznym z wyraźnymi cechami latynizacji. W 1927 polichromie w cerkwi wykonał malarz Władysław Lisowski.
Parafia należała do dekanatu liskiego, po I wojnie do sanockiego. W 1934 weszła w skład Apostolskiej Administracji Łemkowszczyzny. Do parafii należały również cerkwie filialne w Hołuczkowie i Siemuszowej.
Po wojnie użytkowana jako kościół rzymskokatolicki świętych Apostołów Piotra i Pawła.
Świątynia została włączona do podkarpackiego Szlaku Architektury Drewnianej.

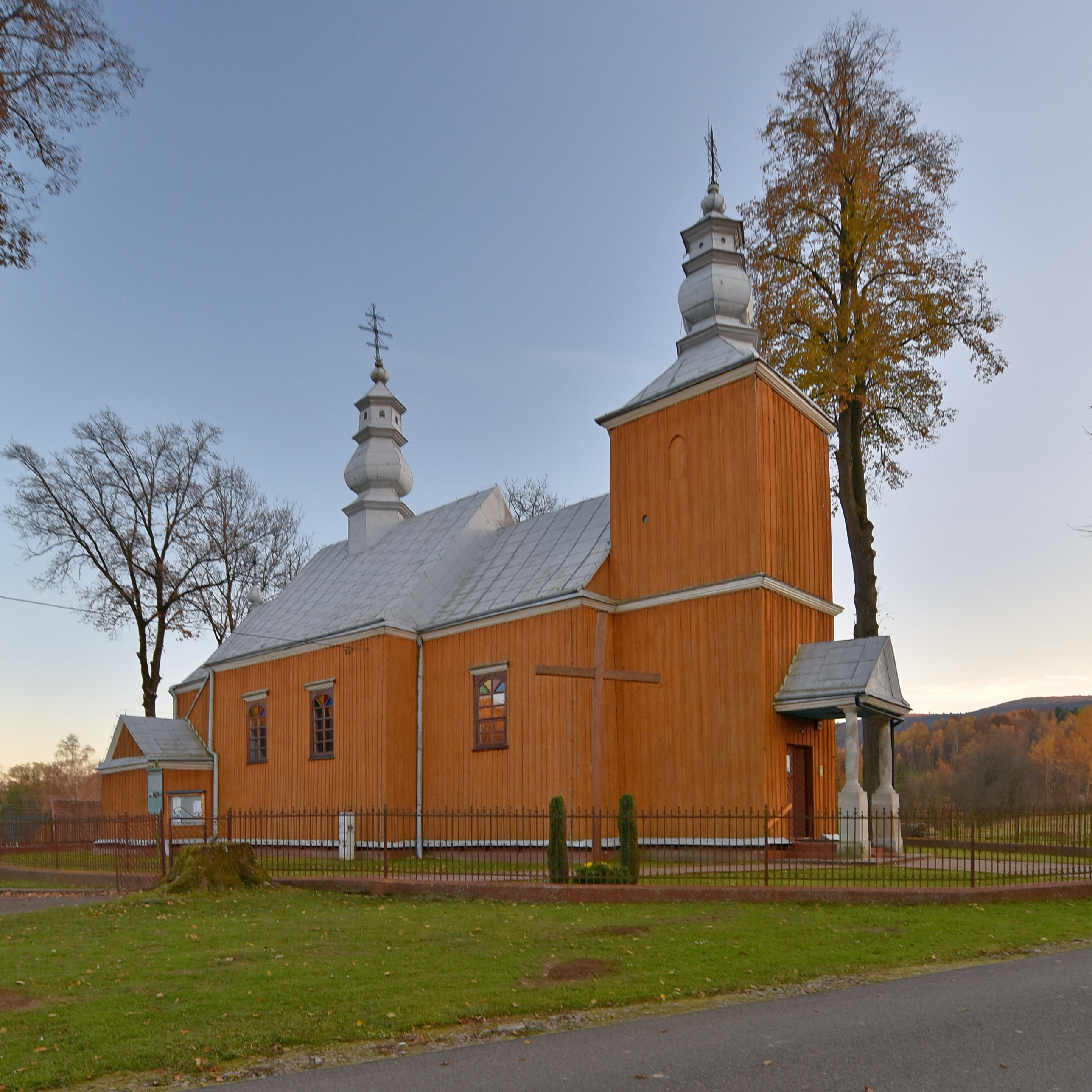
Elewacja boczna
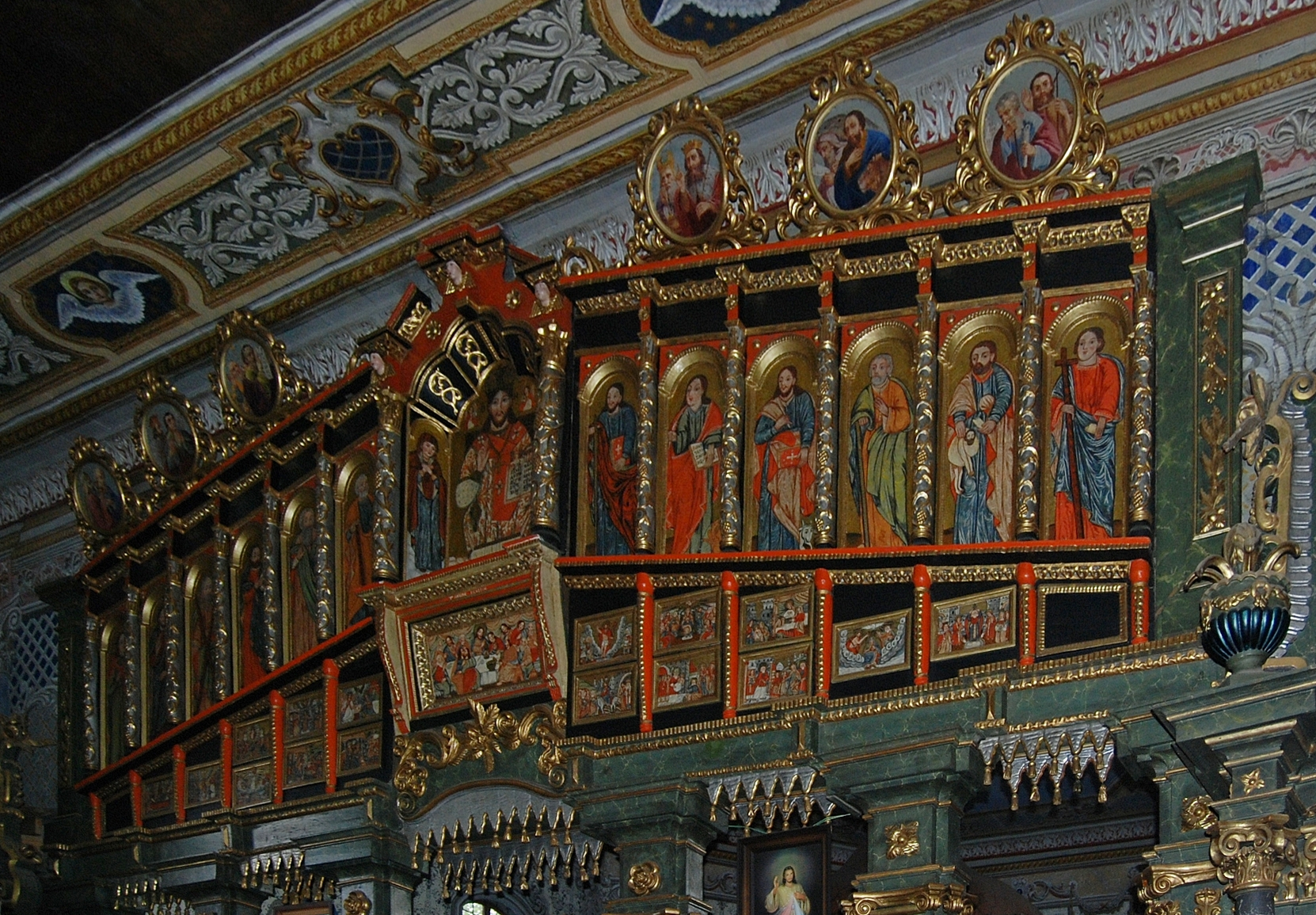
Wnętrze, ikonostas
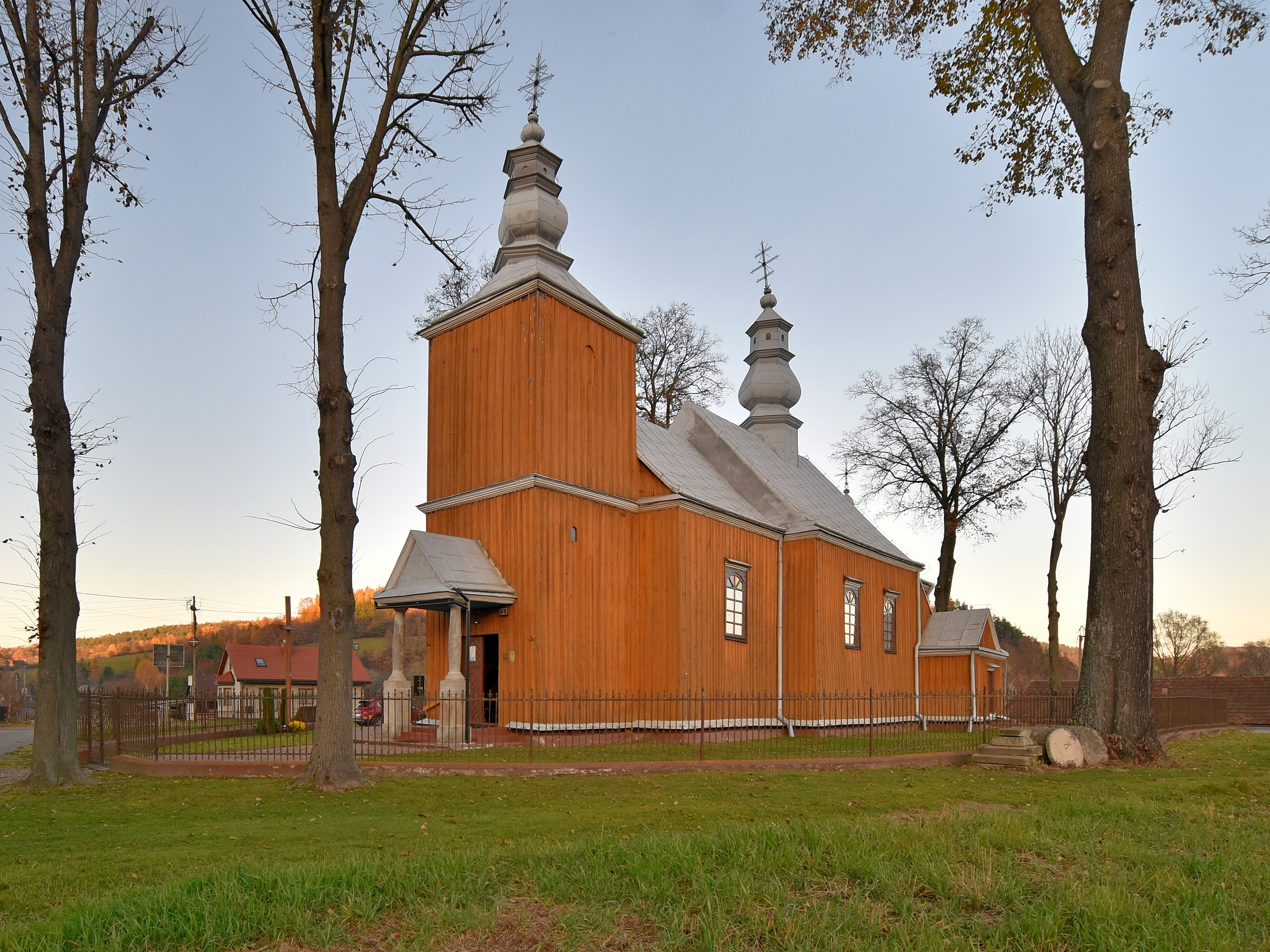
Elewacja frontowa
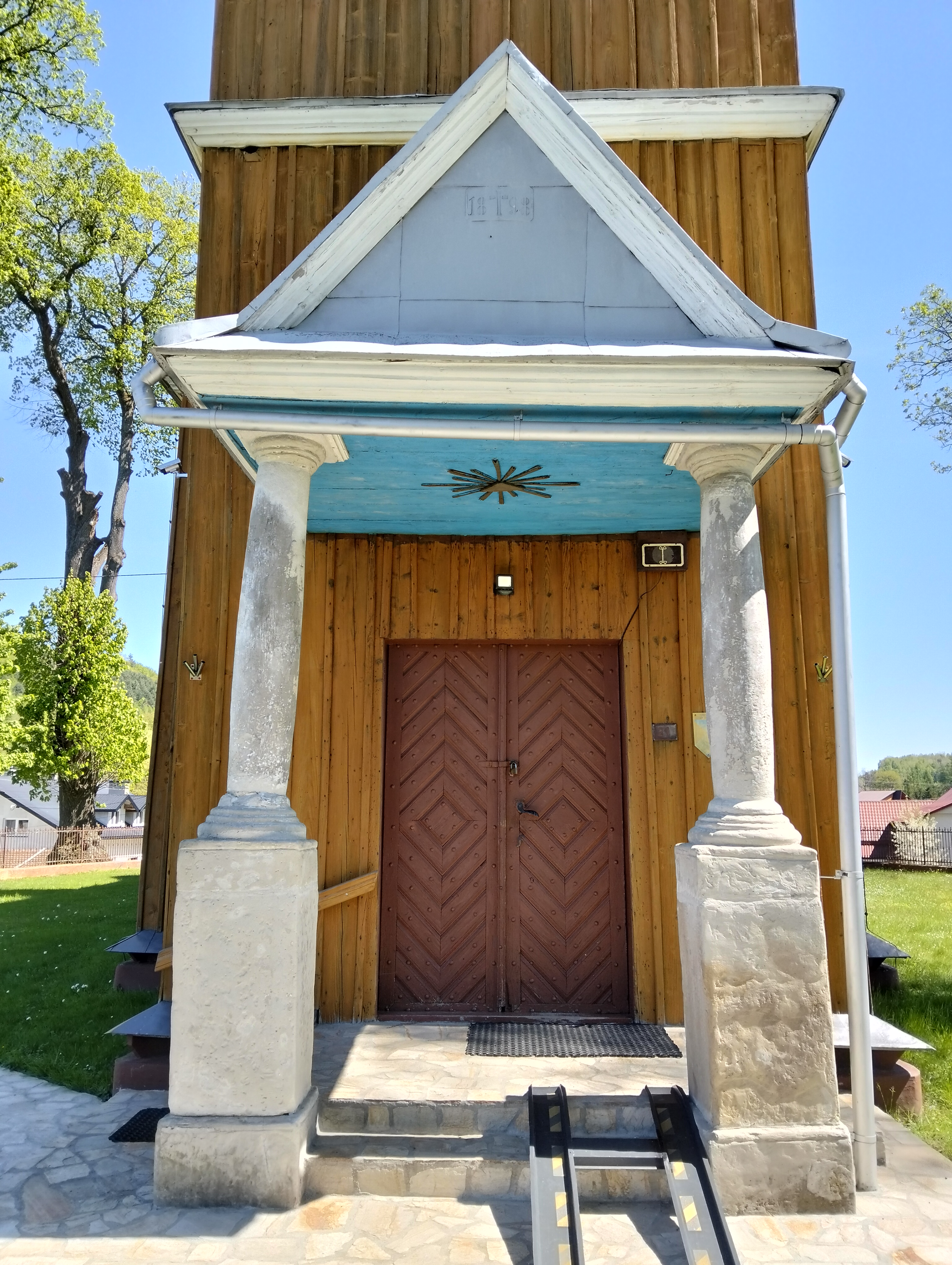
Ganek